# Патуљасти шнауцер
Патуљасти шнауцер ( Минијатурни шнауцер , Патуљак) је раса паса пореклом из Немачке.

## Историја расе
Патуљасти шнауцер потиче из Немачке, Баварске и Судета. Према некима, сада познати шнауцер једна је од најстаријих раса. Шнауцера можемо препознати по сликама чувеног Рембрандта из 17. века. У првим познатим записима с почетка 18. века, мали и средњи пас идентификован је са сеоских имања где је служио као чувар имања и штала, убица штеточина, чак и као одличан чувар стада. Шнауцери су били готово исти анатомски као и "пинчи", разликовали су се само по дужини длаке, али главна карактеристика наглашеног карактеристичног облика тела остала је иста и данас. Као чувари имања и штала развили су склоност за лов на мишеве и штакоре, а неки их и данас називају "штакори". И данас ова особина лова на штакора остаје веома истакнута, посебно код патуљастих шнауцера. Да би их заштитили од уједа пацова, људи су вршили купирање ушију.
Шнауцери су добили име по брковима јер Немци кажу шнауц за бркове.
Патуљасти шнауцери познати су по својој издржљивости, често као пратиоци који трче за камп приколицама и аутомобилима, без обзира на годишње доба или временске прилике. Та издржљивост учинила је касније одабир данашњих патуљастих шнауцера једним од снажних, издржљивих и надасве здравих паса. Познат као стабилан и поуздан, шнауцер се користи као услужни пас и као пас за заштиту имовине и личне сигурности.
На почетку је шнауцер био нешто мањи, а патуљасти шнауцер тежио је свега 3,5 килограма. Према најранијим записима, постојале су различите врсте боја од рђасто смеђе, до сивкастог попут вука. Управо је ова сивкаста дивља боја преживела до данас, а овај рудиментарни ген у себи носи боју соли.
Први Шнауцер клуб основан је 1895. године у немачком граду Келну где је направљен први званични стандард пасмине патуљастих шнауцера. По овом стандарду, шнауцери су препознати у три величине: велики шнауцер, средњи шнауцер и патуљасти шнауцер.
Каже се да је немачки патуљасти шнауцер у овом стандарду висок између 30 и 35 цм и да је копија шнауцера средње величине. Иако је малог раста, он нема никакве карактеристике малог патуљастог пса. Изузетно је интелигентан, веома храбар и добар чувар. Због свог малог раста погодан је за држање у малим просторима.
Патуљасти шнауцери могу бити црни, бибер сол, црно сребрни и бели. Сви патуљасти шнауцери морају бити наизглед квадратне величине. Костур је чврст, а длака оштра и равна. Глава је снажна и издужена, пуна чељусти, маказе. Носница је пуна, црна као и усне, без обзира на боју длаке. Очи су тамне, овалне и усмерене према напред. Уши су високо посађене, обрезане или подрезане. Врат шнауцера мора бити јак, а не кратак или дебео. Груди су дубоке, а леђа равно у лагано напуштање даха. Реп се носи високо. Затворени предњи углови у складу са пропорцијама задњих ногу, који морају бити паралелни. Шнауцер се мора кретати дугим и снажним кораком. Длака патуљастог шнауцера је густа, оштра и не троши се, па је треба подредити и подрезати. Патуљасти шнауцери су пси високе интелигенције и чврстог карактера, ово је пас који увек зна шта жели, ког човека изузетно воли и увек је спреман да му много пружи. Интелигенција патуљастог шнауцера изражена је на више начина, само један поглед у очи и осетићете његов активни ум и веселу и радозналу личност.
Пре више деценија, узгајивачи патуљастих шнауцера посветили су више пажње карактеру и темпераменту него што се наводи у стандарду пасмине и развили су вишенаменског пса - пса за све.
Патуљасти шнауцер је довољно велик да буде пас, а исто тако довољно мали да вам може седети у крилу.
У Немачкој је 1987. године усвојен нови Стандард који забрањује купирање ушију и репа. ФЦИ.

## Карактер
Природа понашања патуљастог шнауцера идентична је природи великог шнауцера, само зачињена темпераментом и понашањем малог пса.
Интелигенција, неустрашивост, издржљивост и будност чине патуљка шнауцером идеалним кућним љубимцем или псом за пратњу који се лако могу држати чак и у малом стану.
Типичне особине су његов љубазни темперамент у комбинацији са намерном смиреношћу. Посебно треба истаћи његов добродушан карактер, спремност за игру и оданост свом господару. Веома је нежан према деци, толерантан, живахан, али не раздражљив. Високо развијена интуиција, мудрост, способност учења, храброст, издржљивост и отпорност на болести дају користи породичном псу, псу чувару и псу за пратњу, а све је одређено темпераментом и понашањем малог пса. Интелигенција, неустрашивост, издржљивост и живахност чине патуљка шнауцером угодним кућним љубимцем - и чуваром и псом за пратњу који се без проблема може држати чак и у малим становима.
Шнауцери су пси великог срца, храбри, са власником осећају безграничну љубав помешану са поносом који може имати само шнауцер. Предивне су природе, живахне, увек спремне за игру, а опет потпуно озбиљне у озбиљним ситуацијама.
Захвални су што живе у стану, нису лијени, немају "њихов мирис", могу ићи било где са власником, веома су прилагодљиви. То су пси за људе који желе пса којем могу да науче животни стил, јер су то пси који могу много тога за научити.
Патуљасти шнауцер је подржава свог власника, ако је власник лењ и његов шнауцер ће бити лењ и уживаће у заједничкој поподневној дремци. Ако је власник спортиста, патуљак ће бити спортиста. Сретно ће чекати сваки полазак на тренинг, трчање, дуге шетње, окретно.